# Droners
Droners est une série télévisée d'animation française en 26 épisodes de 22 minutes, créée par Pierre de Cabissole et Sylvain Dos Santos et diffusée entre le 19 octobre 2020 et le 30 mars 2024 sur TF1.
Au Québec, elle est diffusée depuis le 28 août 2021 à Télé-Québec,.

## Synopsis
Bienvenue sur Terraqua, un monde recouvert à 95% par les océans ! Corto, Arthus, Enki et Mouse forment à eux quatre l’équipe des Tikis ! Ensemble, ils ont la ferme intention de remporter la victoire lors de la Coupe de la Baleine, la plus folle course de drones de tous les temps. Il leur faudra rivaliser d’adresse et d’audace pour affronter les plus redoutables adversaires venus des 4 coins du Monde et pour déjouer leurs pièges sur les circuits de drones les plus fous et les plus incroyables jamais organisés auparavant !

## Distribution
- Anaïs Delva : l'interprète du Générique et Corto
- Gabriel Bismuth-Bienaimé : Enki
- Kelly Marot : Mouse
- Thomas Sagols : Oro
- Stéphane Roux : Wyatt Wale
- Olivia Luccioni-Dassin : Neptune
- Hervé Grull : Adam, Dee Jay
- Leslie Lipkins : Mina
- Julien Meunier : Pavel
- Bruno Méyère : Manta, Sun
- Marie Nonnenmacher : Max
- Thierry Kazazian : Shark
- Flora Brunier : Flora, Laymanja, Saatchi (saison 2)
- Maik Darah : la reine Rouille  (saison 2)
- Rune Carmes : Ifa (saison 2)
- Caroline Combes : commentatrice du Colisée de Tortuga (saison 2)
- Version française
  - Société de doublage : Titra Film
  - Direction artistique : Nathalie Homs

 Source et légende : version française (VF) sur RS Doublage

## Production

### Fiche technique
- Titre français : Droners
- Création : Pierre Cabissole et Sylvain Dos Santos
- Réalisation : Grégory Leterrier et Sylvain Dos Santos
- Direction d'écriture : Marine Lachenaud et Christophe Courty
- Direction artistique : Bill Otomo
- Son : Pierre Aretino et Thomas de Fursac
- Montage : Tiago Gil Batista
- Musique : Fabien Nataf
- Production : Pierre Sissman, Julien Bagnol-Roy et Sylvain Dos Santos
- Sociétés de production : Cyber Group Studios, La Chouette Compagnie et Supamonks Studios
- SOFICA : Sofitvciné 6
- Sociétés de distribution :
- Pays d'origine :  France
- Langue originale : français
- Format : couleur - HDTV - 16/9 - Dolby Digital 5.1
- Genre : Série d'animation, Aventure, Comédie
- Nombre de saisons : 1
- Nombre d'épisodes : 26
- Durée : 22 minutes
- Dates de première diffusion :
  - France : 19 octobre 2020
  - Québec : 28 aout 2021

## Épisodes

### Saison 1
| Numéro | Titre                    | Écrit par                                          | Storyboard par                      |
| ------ | ------------------------ | -------------------------------------------------- | ----------------------------------- |
| 1      | La Course de Kumo        | Morgann Martin Adrien Louiset                      | Cédric Fremeaux Isabelle Piedfert   |
| 2      | La Course Piranicus      | Morgann Martin Adrien Louiset                      | Zheping Xu                          |
| 3      | La Course Païpaï         | Pierre de Cabissole Sylvain Dos Santos             | Florian Ponty                       |
| 4      | Bienvenue à Paroa        | Sylvain Dos Santos Antoine Maurel                  | Charles-André Lefebvre              |
| 5      | La Course Arkano         | Christophe Courty                                  | Jonathan Valette                    |
| 6      | La Course Looping        | Nils Mathieu                                       | Pierre Lesca                        |
| 7      | La Course aux Fantômes   | Sylvain Dos Santos Marine Lachenaud Antoine Maurel | Joanna Celse                        |
| 8      | La Course Eole Cash      | Christophe Courty                                  | Pierre Lesca Charles-André Lefebvre |
| 9      | La Course Bubblegum      | Sylvain Dos Santos Marine Lachenaud                | Sébastien Vovau                     |
| 10     | La Course des Illusions  | Sylvain Dos Santos Marine Lachenaud                | Sébastien Vovau                     |
| 11     | La Course de Big Moe     | Marine Lachenaud Cédric Lachenaud                  | Florian Ponty                       |
| 12     | La Course Totem          | Christophe Courty                                  | Joanna Celse Zheping Xu             |
| 13     | Le Secret d’Oro          | Sylvain Dos Santos Marine Lachenaud                | Fafah Togora                        |
| 14     | La Course Comeback       | Christophe Courty                                  | Jonathan Valette                    |
| 15     | La Course Synchro        | Ségolène Basso-Brusa                               | Florian Ponty                       |
| 16     | La Course aux Bellugagas | n/c                                                | n/c                                 |
| 17     | La Course de Maelström   | Christophe Courty                                  | Pierre Lesca                        |
| 18     | La Course des Coursiers  | Benoît Boucher Christophe Courty Marine Lachenaud  | Florian Ponty                       |
| 19     | La Course Duel           | Nils Mathieu                                       | Zheping Xu                          |
| 20     | La Course Relais         | Alice Giordan Anaïs Topla                          | Joanna Celse                        |
| 21     | La Course Kami           | Antoine Maurel Morgann Martin Adrien Louiset       | Fafah Togora                        |
| 22     | La Course Khepri         | Morgann Martin Adrien Louiset                      | Pierre Lesca                        |
| 23     | La Course Polaris        | Ségolène Basso-Brusa Christophe Courty             | Joanna Celse                        |
| 24     | La Course au Pollen      | Pierre de Cabissole                                | Zheping Xu                          |
| 25     | La Course Finale         | Sylvain Dos Santos Pierre de Cabissole             | Pierre Lesca                        |
| 26     | La Course Finale         | Sylvain Dos Santos Pierre de Cabissole             | Isabelle Piedfert & Florian Ponty   |

### Saison 2
| Numéro | Titre                               | Écrit par                              | Storyboard par                |
| ------ | ----------------------------------- | -------------------------------------- | ----------------------------- |
| 1      | Bienvenue à Tortuga partie 1        | Pierre de Cabissole Sylvain Dos Santos | Pierre Lesca Caroline Rondeau |
| 2      | Bienvenue à Tortuga partie 2        | Pierre de Cabissole Sylvain Dos Santos | Yunaë Tiouka Manon Serda      |
| 3      | La Course Wotan                     | Christophe Courty                      | Caroline Rondeau              |
| 4      | La course du Jugement               | Cédric Lachenaud Marine Lachenaud      | Pierre Lesca Caroline Rondeau |
| 5      | La course Nurato                    | Christophe Courty                      | David Cazeaux Soizic Delon    |
| 6      | La course des Pocamourus            | Camélia ACEF Julia Folio               | Yunaë Tiouka Manon Serda      |
| 7      | La course Royale                    | Christophe Courty                      | David Cazeaux Soizic Delon    |
| 8      | La course du chevalier Aquae        | Antoine Morel Grant Sauvé              | David Cazeaux                 |
| 9      | La course des Mecanix               | Marie Seurin Mathilde Belin            | Pierre Lesca                  |
| 10     | La course interdite                 | Chérifa Tsouri Mathilde Cadrot         | Yunaë Tiouka Manon Serda      |
| 11     | La course Boomers                   |                                        |                               |
| 12     | La course au Monkeyvol              |                                        |                               |
| 13     | Le secret des Planctons             |                                        |                               |
| 14     | La course au Trésor                 |                                        |                               |
| 15     | La course aux Prédateurs            |                                        |                               |
| 16     | La course aux Tortulibris           |                                        |                               |
| 17     | La course des Chefs                 |                                        |                               |
| 18     | La course de Baba                   |                                        |                               |
| 19     | La course du Troisième Œil          |                                        |                               |
| 20     | La course Mystère                   |                                        |                               |
| 21     | La course du Labyrinthe             |                                        |                               |
| 22     | Le défi Tsunami                     |                                        |                               |
| 23     | La course ou la Clef                |                                        |                               |
| 24     | La course Magnétis                  |                                        |                               |
| 25     | La course du Rotor Punch - Partie 1 |                                        |                               |
| 26     | La course du Rotor Punch - Partie 2 |                                        |                               |

## Diffusion
La saison 2 est diffusée à partir du 11 mars 2023 au sein de TFOU sur TF1.

## Produits dérivés

### Livres
La série a été acquise et adaptée en livre jeunesse par l'éditeur Glénat.